# Memórias Póstumas
Memórias Póstumas é um filme brasileiro de 2001, do gênero comédia dramática, dirigido por André Klotzel, e com roteiro baseado na obra Memórias Póstumas de Brás Cubas, de Machado de Assis.
Boa parte do texto empregado no filme constitui-se de citações literais de Machado de Assis. A fotografia é de Pedro Farkas e a direção de arte é de Adrian Cooper. A trilha sonora é de Mário Manga. 

## Sinopse
Após sua vida, no ano de 1869, Brás Cubas decide por narrar sua história e revisitar os fatos mais importantes de sua vida, a fim de se distrair na eternidade. Começa então a relembrar dos amigos, como Quincas Borba, da sua displicente formação acadêmica em Portugal, dos amores de sua vida e, ainda, do privilégio que teve de nunca ter precisado trabalhar em sua vida.

## Elenco
- Reginaldo Faria  - Brás Cubas (Idoso)
- Petrônio Gontijo  - Brás Cubas (adulto)
- Marcos Caruso  - Quincas Borba
- Stepan Nercessian  - Bento Cubas
- Viétia Zangrandi - Virgília
- Débora Duboc  - Dona Eusébia
- Otávio Müller  - Lobo Neves
- Walmor Chagas - Dr. Vilaça
- Sônia Braga - Marcela
- Nilda Spencer  - Dona Plácida
- Joana Schnitman - Mãe de Brás Cubas
- Milena Toscano - Eugênia
- Ana Abbott - Nhá Loló

## Principais prêmios e indicações
Festival de Gramado
- Recebeu cinco Kikitos de Ouro, nas categorias de melhor filme escolhido pelo júri, melhor filme escolhido pela crítica, melhor direção, melhor roteiro e melhor atriz coadjuvante (Sônia Braga).

Grande Prêmio BR de Cinema
- Recebeu três indicações, nas categorias de melhor roteiro, melhor direção de arte e melhor fotografia.